# Наум Бояджиев
 Тази статия е за дебърския революционер.  За охридския вижте Наум Бояджиев (Охрид).  
Наум Бояджиев е български революционер, деец на Вътрешната македоно-одринска революционна организация.

## Биография
Бояджиев е роден през 1875 година в западномакедонския българо-албански град Дебър. Произхожда от семейство с арумънски (куцовлашки) произход. От 1889 до 1892 година учи в българското педгогическо училище в Скопие, но не успява да го завърши. Влиза във ВМОРО. От 1898 до 1908 година е касиер на околийския революционен комитет в Дебър.
След Младотурската революция в 1908 година е член на дебърския Български конституционен клуб.
След като Вардарска Македония заедно с Дебър и Дебърско попада в Сърбия след Междусъюзническата война в 1913 година Наум Бояджиев е сред водачите на българо-албанското Охридско-Дебърско въстание и е избран за член на временното правителство. По време на българското управление на Вардарска Македония през Първата световна война Наум Бояджиев е член на тричленната комисия, управляваща Дебър от 1915 до 1918 година.
Синът му Рафаел Бояджиев (1899 – след 1945) завършва Дебърското българско училище в 1912 година, търгува с химикали и вълнени хратове в България и Албания и е активист на Македонската младежка организация „П. К. Яворов“ в София.
Най-малкият му син, Драган Бояджиев (1922 – 1986) работи дълги години в сферата на търговията и външната търговия.